# Battaglia di Espinosa de los Monteros
La battaglia di Espinosa de los Monteros fu combattuta durante la guerra d'indipendenza spagnola tra il 10 e l'11 novembre 1808 nei pressi della  cittadina spagnola di Espinosa de los Monteros, a sud-est di Santander tra le forze del generale napoleonico Claude-Victor Perrin e quelle spagnole del tenente generale Joaquín Blake y Joyes.

## Antefatti
Nell'ottobre di quell'anno, l'esercito spagnolo comandato dal generale Blake era riuscito a penetrare fino nei pressi di Bilbao, nella speranza di tagliare le linee nemiche francesi a Bayonne, ma venne pesantemente sconfitto dalle truppe del generale Lefebvre nella battaglia di Pancorbo il 31 ottobre 1808 e forzato ad una veloce ritirata. Il 5 novembre il generale Blake fu costretto ad una sosta per soccorrere una delle sue divisioni rimasta intrappolata sulle montagne e fu qui che a partire dal 10 novembre venne raggiunto dal 1º Corpo d'armata del generale Victor. Dopo un iniziale scontro a Valmaseda l'8 novembre, dove gli spagnoli erano riusciti a battere gli inseguitori francesi, il generale spagnolo riuscì a raggiungere la piccola cittadina di Espinosa de los Monteros, quando venne raggiunto da un messaggio del comandante della sua retroguardia, il marchese de la Romana, che lo avvertiva di essere pressato dalle truppe francesi di Victor al punto tale da essere in pericolo di venir tagliato fuori dalla colonna principale.
A seguito di questa notizia, il generale spagnolo decise di approfittare della posizione strategica della località di Espinosa de los Monteros per aspettare gli inseguitori e tentare un colpo di forza.
La linea del fronte degli spagnoli era composta da un altopiano attraversato dal fiume Trueba, alla destra dello schieramento, nascosti in una fitta boscaglia, Blake posizionò la sua retroguardia, composta da circa 5 000 uomini, comandati da La Romana e da poco reduci dalla campagna nel Baltico proprio al fianco dei francesi.